# Pratz (Jura)
Pratz és un municipi francès situat al departament del Jura i a la regió de Borgonya - Franc Comtat. L'any 2007 tenia 571 habitants.

## Demografia

### Població
El 2007 la població de fet de Pratz era de 571 persones. Hi havia 211 famílies de les quals 40 eren unipersonals (12 homes vivint sols i 28 dones vivint soles), 56 parelles sense fills, 91 parelles amb fills i 24 famílies monoparentals amb fills.
La població ha evolucionat segons el següent gràfic:
Habitants censats

### Habitatges
El 2007 hi havia 232 habitatges, 211 eren l'habitatge principal de la família, 10 eren segones residències i 10 estaven desocupats. 194 eren cases i 38 eren apartaments. Dels 211 habitatges principals, 139 estaven ocupats pels seus propietaris, 66 estaven llogats i ocupats pels llogaters i 6 estaven cedits a títol gratuït; 2 tenien una cambra, 7 en tenien dues, 30 en tenien tres, 63 en tenien quatre i 109 en tenien cinc o més. 183 habitatges disposaven pel capbaix d'una plaça de pàrquing. A 100 habitatges hi havia un automòbil i a 98 n'hi havia dos o més.

### Piràmide de població
La piràmide de població per edats i sexe el 2009 era:
| Homes | Edats   | Dones |
| ----- | ------- | ----- |
| 0     | 95 o +  | 0     |
| 0     | 90 a 94 | 0     |
| 8     | 85 a 89 | 0     |
| 0     | 80 a 84 | 4     |
| 0     | 75 a 79 | 4     |
| 4     | 70 a 74 | 0     |
| 4     | 65 a 69 | 12    |
| 12    | 60 a 64 | 12    |
| 8     | 55 a 59 | 4     |
| 16    | 50 a 54 | 20    |
| 12    | 45 a 49 | 28    |
| 24    | 40 a 44 | 20    |
| 16    | 35 a 39 | 4     |
| 32    | 30 a 34 | 24    |
| 16    | 25 a 29 | 28    |
| 28    | 20 a 24 | 12    |
| 24    | 15 a 19 | 28    |
| 8     | 10 a 14 | 8     |
| 12    | 5 a 9   | 16    |
| 16    | 0 a 4   | 16    |

## Economia
El 2007 la població en edat de treballar era de 371 persones, 286 eren actives i 85 eren inactives. De les 286 persones actives 254 estaven ocupades (146 homes i 108 dones) i 32 estaven aturades (12 homes i 20 dones). De les 85 persones inactives 28 estaven jubilades, 30 estaven estudiant i 27 estaven classificades com a «altres inactius».

### Ingressos
El 2009 a Pratz hi havia 211 unitats fiscals que integraven 596,5 persones, la mediana anual d'ingressos fiscals per persona era de 18.002 €.

### Activitats econòmiques
Dels 25 establiments que hi havia el 2007, 9 eren d'empreses de fabricació d'altres productes industrials, 4 d'empreses de construcció, 7 d'empreses de comerç i reparació d'automòbils, 2 d'empreses d'hostatgeria i restauració, 1 d'una empresa financera, 1 d'una empresa de serveis i 1 d'una entitat de l'administració pública.
Dels 5 establiments de servei als particulars que hi havia el 2009, 1 era un taller de reparació d'automòbils i de material agrícola, 1 guixaire pintor, 1 electricista, 1 empresa de construcció i 1 restaurant.
L'únic establiment comercial que hi havia el 2009 era una botiga d'electrodomèstics.
L'any 2000 a Pratz hi havia 6 explotacions agrícoles.

## Equipaments sanitaris i escolars
El 2009 hi havia una escola elemental.

## Poblacions més properes
El següent diagrama mostra les poblacions més properes.